# Infraroodspectrum van waterstofchloride

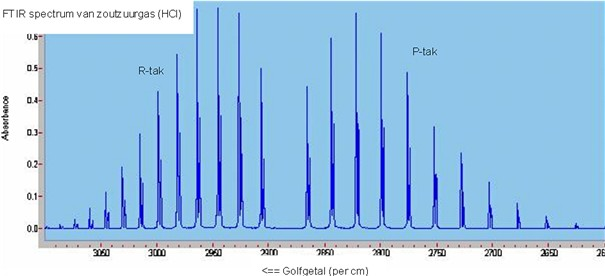
Spectrum van gasvormig HCl

Het infraroodspectrum van (gasvormig) waterstofchloride HCl bestaat uit een aantal scherpe absorptielijnen gegroepeerd rond ca. 2886 cm−1. Dat wil zeggen dat wanneer infrarode straling door een volume gas gestuurd wordt dat zoutzuur bevat vrijwel alle fotonen ongehinderd zich door het gas kunnen voortbewegen. Slechts die fotonen die een golfgetal bezitten die met een van de lijnen overeenkomt kunnen worden geabsorbeerd.
De absorptie van een foton zorgt ervoor dat de energie van het foton omgezet wordt in bewegingsenergie van het HCl molecuul. Twee soorten bewegingen spelen hierbij een rol: trilling en rotatie.

## Trillingsenergie
Bij de trillingsbeweging treedt de chemische binding in het H-Cl molecuul op als een veer met een bepaalde stijfheid. Omdat moleculen bijzonder klein zijn mogen we echter deze veer niet meer als een klassieke veer beschouwen. Volgens de kwantummechanica kan de veer namelijk maar op een beperkt aantal manieren trillen, die goed te vergelijken zijn met de overtonen die men op een gespannen snaar kan opwekken. De potentiaal waarin de atomen van het molecuul bewegen is bij benadering die van een harmonische oscillator:
{\displaystyle V(x_{1}-x_{2})={\frac {k\;(x_{1}-x_{2})^{2}}{2}}}
waarin k de krachtsconstante van de H-CL binding is en {\displaystyle (x_{1}-x_{2})} de afstand tussen de twee atomen. De schrödingervergelijking voor elk atoom is
{\displaystyle E_{i}\psi _{i}(x_{i})=-{\frac {\hbar ^{2}}{2\;m_{i}}}{\frac {d^{2}}{dx_{i}^{2}}}\psi _{i}(x_{i})+V(x_{i})\psi _{i}(x_{i})}
waarin {\displaystyle m_{i}} en {\displaystyle \psi _{i}} de massa en golffunctie van een atoom in het molecuul zijn en waarin {\displaystyle x_{i}} de positie van een atoom ten opzichte van het massamiddelpunt van het molecuul is. De relaties tussen de afstanden en massa's wordt gegeven door
{\displaystyle m_{1}x_{1}=m_{2}x_{2}}

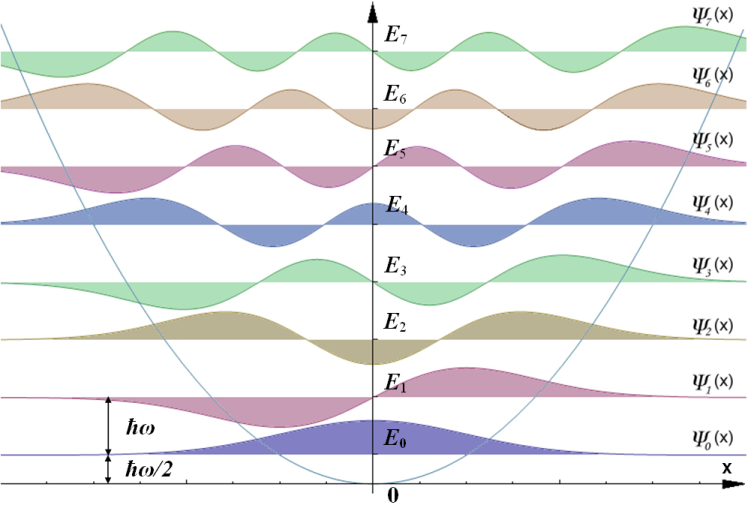
Hermitefuncties in een harmonische oscillatorpotentiaal

De oplossing van deze schrödingervergelijking zijn de Hermitefuncties.
De trillingtoestanden kunnen worden genummerd met het kwantumnummer n dat de waarde 0,1,2,.. enz. kan hebben. De energie die de veer bezit is in eerste benadering te schrijven als:
{\displaystyle E(v)=h\nu (n+1/2)}
met de frequentie {\displaystyle \nu } of hoekfrequentie {\displaystyle \omega }
{\displaystyle \omega ={\sqrt {\frac {k}{\mu }}}\quad ,\qquad \nu ={\frac {1}{2\pi }}{\sqrt {\frac {k}{\mu }}}\,.}
waarin {\displaystyle \mu } de gerduceerde massa is die gegeven wordt door
{\displaystyle \mu ={\frac {m_{1}m_{2}}{m_{1}+m_{2}}}}
Bij kamertemperatuur zijn vrijwel alle moleculen in de grondtoestand met v=0 en kunnen door absorptie tot de eerste aangeslagen toestand met v=1 bevorderd. Een dergelijk proces zou een energie ΔE = hνe(1 + 1/2) -hνe(0 + 1/2) =hνe vereisen en zou ruwweg overeenkomen met een lijn rond 2880 cm−1. Daar wordt echter geen lijn aangetroffen aangezien de gemiddelde afstand tussen de atomen gelijk blijft. Voor absorptie van een foton moeten de symmetrieën van de begin- en eindtoestand van het hele molecuul verschillen. Dit molecuul bevat twee atomen zodat de totale golffunctie de som is van de golffuncties van beide atomen. Als de afstand tussen de atomen gelijk blijft verandert het dipoolmoment tijdens de overgang niet. Het directe of loodrechte absorptieproces -de zogenaamde Q-tak- is namelijk om deze reden van symmetrie verboden en vindt niet plaats.

## Rotatietoestanden
Als het molecuul roteert is de afstand tussen de atomen afhankelijk van het impulsmoment van het molecuul. Door de centrifugaalkracht rekt de binding uit. Daardoor zijn de symmetrieën van verschillende trillingstoestanden verstoord en verschoven door de afhankelijkheid van de verschillende impulsmomenten. Daardoor kunnen er dipoolovergangen tussen vibratie-rotatie toestanden plaatsvinden. De ligging van de energieniveaus verschuift eveneens voor verschillende rotatietoestanden aangezien de krachtsconstante voor de uitgerekte H-Cl bindingen enigszins verschilt en omdat het verschil in rotatieënergie meegenomen moet worden. Daarom zijn de verschillende vibratie-rotatieoverganen in het spectrum goed van elkaar te onderscheden.
Ook voor rotatie geldt dat er maar bepaalde toestanden toegestaan zijn. Zij worden gekenmerkt door het rotatie-kwantumgetal J =0,1,2,3, ... en de energie:
E(J) = h.B.J(J+1)
De waarde van B is veel kleiner dan van νe en daarom is een foton van veel kleinere energie (in het microgolven-gebied) voldoende om veranderingen in de rotatietoestand teweeg te brengen. In het infraroodspectrum van HCl veranderen J en v echter tegelijkertijd en de verandering van v eist wel een foton in het IR gebied.
De verandering in het rotatie-kwantumgetal ΔJ kan ofwel +1 ofwel −1 zijn, in het laatste geval gaat het molecuul juist wat minder hard draaien. Omdat B naar verhouding klein is (ca. 10,5 cm−1kunnen moleculen bij kamertemperatuur zich wel in een aangeslagen rotatie-toestand bevinden.
Het gevolg is een aantal lijnen in twee takken. De R-tak gaat J omhoog. De eerste lijn (vanuit het midden van het spectrum gerekend) komt overeen met J=0 naar J=1, de tweede 1→2, derde 2→3 enzovoorts. Voor de P-tak gaat J omlaag (eerste lijn 1→0, tweede 2→1 enzovoorts).
In het spectrum zijn daarom twee andere takken (de P-tak en de R-tak) rond de ontbrekende Q-tak te zien. De intensiteit van de lijnen in die verschillende takken is afhankelijk van verschillen in de bezetting van de rotatietoestanden en de verschillen in multipliciteiten (2 J + 1) van de toestanden. De bezettingsgraden hangen af van de temperatuur van het gas en kunnen berekend worden met de Maxwell-Boltzmann-verdeling.
De verschillen in energie tussen de lijnen in de P-tak en de Q-tak worden veroorzaakt door het verschil in krachtsconstante tussen bindingen van sneller of trager roterende moleculen en de afstanden tussen rotatoeniveaus.

## Isotoop-effect

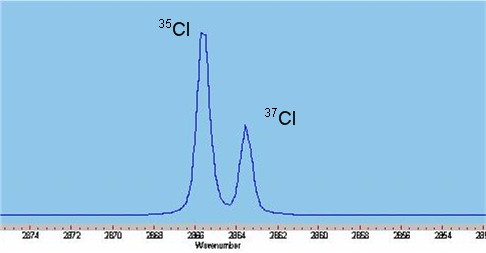

Omdat chloor bestaat uit twee isotopen 35Cl en 37Cl is de energie die benodigd is voor een verandering in de rotatie niet altijd precies hetzelfde. Voor ongeveer een kwart van de moleculen kost de verandering een iets andere energie omdat 37Cl iets zwaarder is. Iedere lijn in het spectrum bestaat daarom uit een doublet, die bij schaalvergroting goed te zien zijn.